# Bosquerola de Cuba oriental
La bosquerola de Cuba oriental (Teretistris fornsi) és un ocell de la família dels teretístrids (Teretistridae).

## Hàbitat i distribució
Habita el sotabosc i zones brollades de Cuba oriental, incloent l’Arxipèlag de Camagüey.